# Appendicula callifera
Appendicula callifera är en orkidéart som beskrevs av Johannes Jacobus Smith. Appendicula callifera ingår i släktet Appendicula och familjen orkidéer. Inga underarter finns listade i Catalogue of Life.